# Philippe Starck
Philippe Patrick Starck (París, 18 de enero de 1949) es un diseñador industrial francés reconocido mundialmente por la funcionalidad y la estética de sus diseños.

## Biografía
Starck estudió en la escuela de Nissim de Camondo en Italia. En 1968 fundó su primera empresa, que produjo objetos inflables. En 1969 se convirtió en director artístico de Cardin.
En 1974 se estableció en los Estados Unidos y dos años más tarde volvió a París, donde proyectó su primer night club, La Main Bleu, y el local nocturno Les Bains-Douches. En 1979 fundó la empresa Starck Product.
Durante los años 1980 renovó los apartamentos privados del presidente francés François Mitterrand en el Palais de l'Elysée, realizó la decoración de los interiores del Café Costes en París y se encargó de los interiores del Caffé Manin en Tokio. También fue el responsable de la decoración de los interiores del Hotel Royalton de Nueva York y proyectó los planos para los locales de la cuchillería francesa Laguiole. A fines de la década de 1980, construyó el barco La Fiamma para la empresa Asahi y el inmueble Nani Nani para Rikugo en Tokio. Además se ocupó del diseño de interiores del Teatriz y de Ramses en Madrid y fue el responsable de la decoración de interiores del Hotel Paramount.
En 1991 participó en la construcción del Groningen Museum,  construyó el edificio de oficinas Le Baron Vert en Osaka para Meisei y se ocupó de una serie de residencias particulares, como Lemoult (París), L'Angle (Amberes), 18 maisons de rapport en Los Ángeles y una residencia particular en Madrid. A fines de los años 1990, creó el catálogo de Good Goods con La Redoute.
En 2018, inauguró dos edificios en Quito, Ecuador, uno dentro de la zona urbana de la ciudad y otro en la parroquia de Cumbayá; para Starck los edificios proponen vida en comunidad: "Vivimos en una sociedad en la que cada vez estamos más solos, envidiando a los vecinos. Aquí es al contrario, uso un concepto de moderno surrealismo que ofrece sorpresa en cada cosas que ves", dijo durante la inauguración de ambos proyectos. Los proyectos fueron promovidos por Uribe & Schwarzkopf, un desarrollador inmobiliario liderado por Tommy Schwarzkopf, que se ha encargado de protagonizar la renovación urbana de la ciudad.

## Obra

### Arquitectura

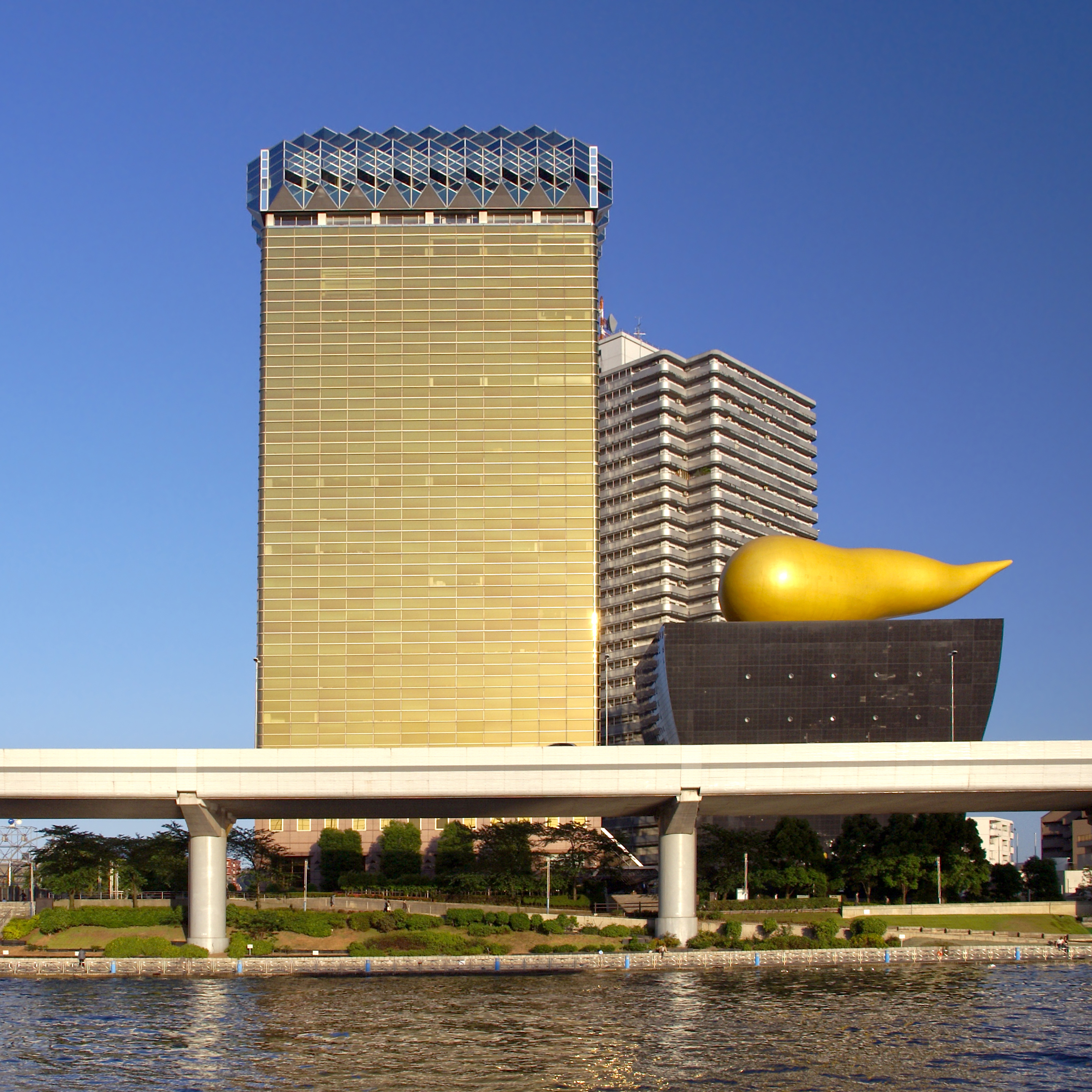
Asahi Beer Hall

- 1978 - Night club Le Bains Douches, arquitectura de interiores, París, Francia
- 1982 - Starck Club, Dallas
- 1983/84 - Palais de l'Elysée, París
- 1984 - Café Costes, París
- 1985 - Restaurant Theatron, México
- 1986 - Creeks, París; Jouet et Cie, París
- 1987 - Restaurant Manin, Tokio; Lagouiole factory, Lagouiole; Maison Lemoult, París
- 1988 - espacio para conciertos La Cigale, París, Café Mystiquw, Tokio; Hotel Royalton, New York
- 1989 - Nani Nani, Tokio
- 1990 - Agence design agency, París; Restaurante Asahi "La Flamme", Tokio; Hotel Paramont, Nueva York; Restaurante Teatriz, Madrid
- 1991 - Boutique Hugo Boss, París
- 1992 - Salone Coppola, Milán; Le Baron Vert, Osaka, Japón
- 1993 - Groningen Museum, con Alessandro Mendini, Holanda
- 1994 - Peninsula Hotel, Restaurant Felix; Oyster Bar Hong Kong; Starck House 3, Suiza;
- 1995 - Hotel Delano, Miami Beach; Formentera House
- 1996 - Placido Arango Jr. House, Madrid

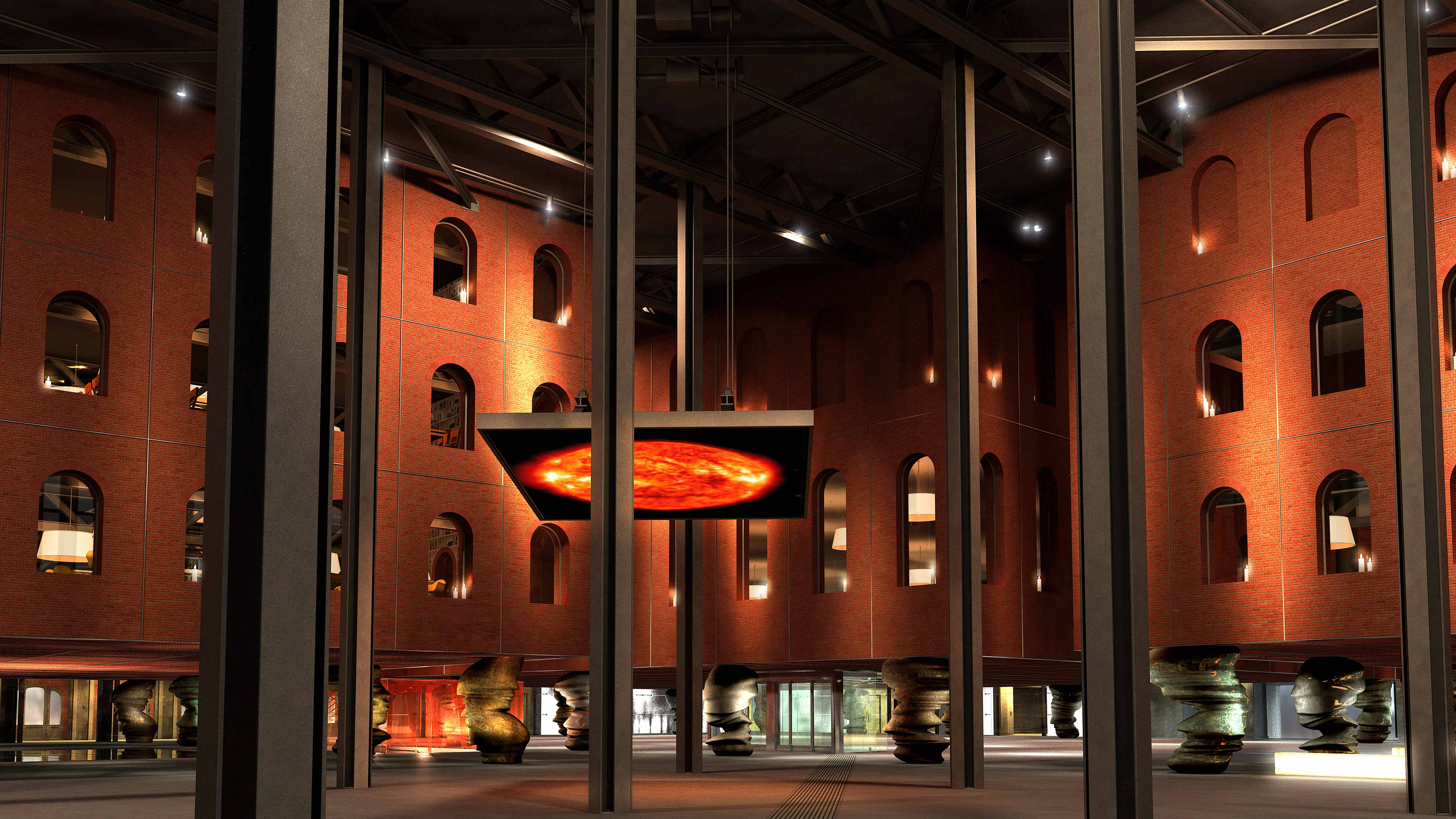
La Alhóndiga, Bilbao.

- 1997 - Asia de Cuba Restaurant, Nueva York; Hotel Mondrian, Hollywood; Torre de control, Burdeos, Francia
- 1998 - École Nationale des Arts Décoratifs (ENSAD), París, Francia 1999 - Hotel St. Martins Lane, Londres
- 2000 - Chez Bon, París; Hotel Sanderson, Londres; Hotel Hudson, Nueva York
- 2001 - Hotel Clift, San Francisco
- 2002 - TASCHEN Bookshop, París
- 2003 - Museo Baccarat, París
- 2004 - Faena Hotel+Universe , Buenos Aires
- 2007 - Restaurante Ramses, Madrid; Yoo Tel Aviv
- 2009 - Icon Vallarta, Puerto Vallarta, MX
- 2010 - Reforma de La Alhóndiga, Bilbao
- 2018 - Yoo, Quito & Cumbayá

### Diseño

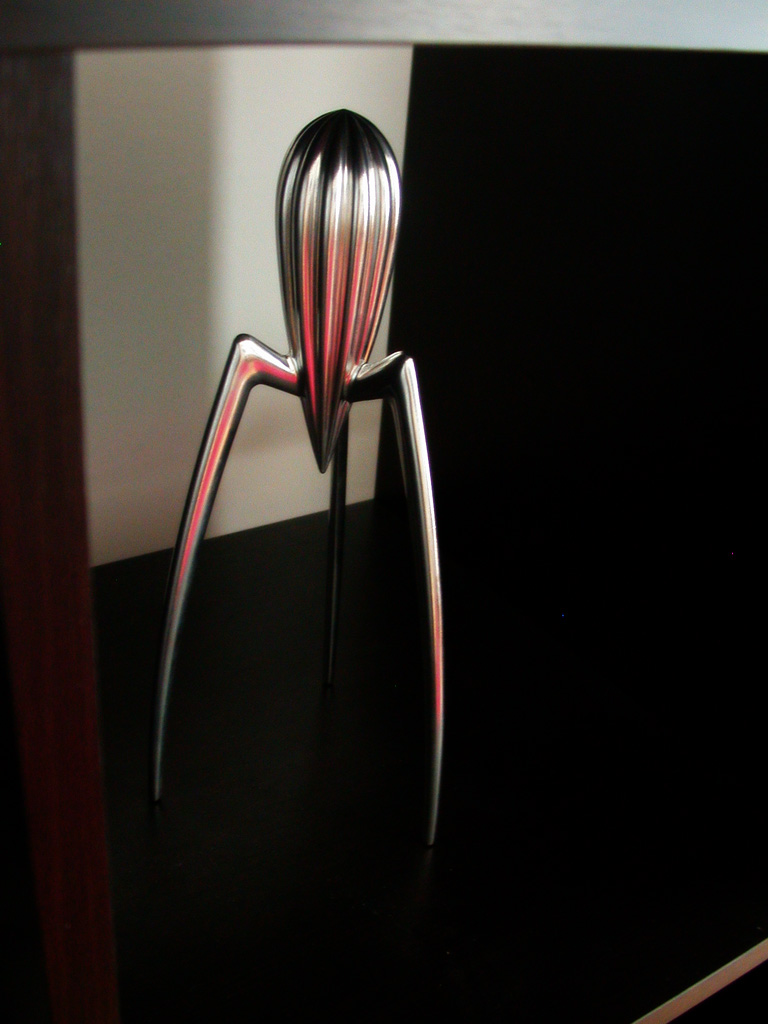
Juicy Salif de Philippe Starck, para Alessi (1991).

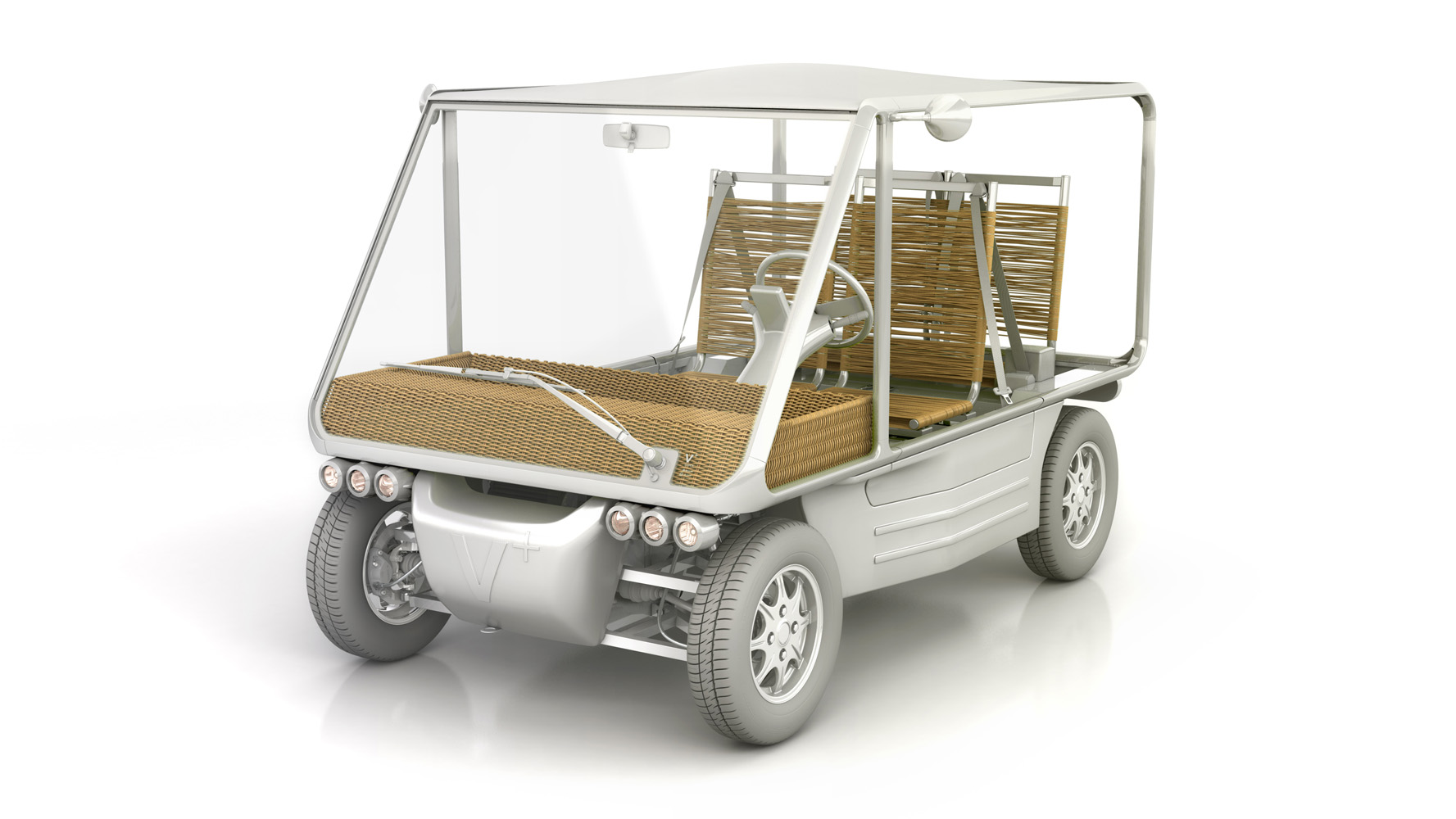
Coche eléctrico Volteis, 2012.

- 1970 - Francesca Spanish, silla, Starck Products
- 1977 - Easy Light, silla, Starck Products
- 1978 - Dr. Von Vogelsang, diván, Starck Products
- 1984 - Richard III, silla
- 1984 - Costes, silla, Dríade
- 1985 - Saraphis, silla, Driade
- 1986 - Ed Archer, silla, Driade
- 1986 - Lola Mundo, silla, Driade
- 1988 - Ara, lámpara, Flos
- 1990 - Dr. Glob, mesa y silla, Kartell; W.W. Stool, silla, Vitra
- 1991 - Juicy Salif, exprimidor, Alessi; Max le Chinois, colador de pasta, Alessi; Hot Bertaa, hervidor, Alessi
- 1992 - Le paravent de l'autre, biombo, Driade
- 1994 - Lord Yo, silla; Jim Nature, televisor, Saba
- 1995 - Moto 6,5, moto, Aprilia
- 1996 - Miss Trip, silla, Kartell
- 2012 - Volteis, coche eléctrico
- 2016 - Xiaomi Mi MIX, teléfono móvil
- 2017 - Xiaomi Mi MIX 2, teléfono móvil
- 2018 - Xiaomi Mi MIX 2S, teléfono móvil

## Premios
- 1980 - Oscar du luminaire.
- 1985 - Chevalier de l'Ordre des Arts et des Lettres de Francia.
- 1986 - Premios Delta de la Plata.
- 1987 - Platium Circle.
- 1988 - Grand Prix National de la création industrielle, París.
- 1990 - Interior Architecture Award.
- 1991 - Twelfth Annual Interiors Award.
- 1995 - Good design Award; Prix d'excellence Marie Claire Maison; Trophées du Design Batimat; Design Preis Schweiz; Auszeichnung für hüchste Designqualität.
- 1998 - Auszeichnung für hohe Designqualität.
- 2000 - iF Product Design Award; Distinction; Red Dot for High Design Quality.
- 2000 - Gold ADEX; German Ranking Design Award; Good Design Award.